# Oleada de tornados de Maryland, Virginia y Washington D. C. de 2001
La Oleada de tornados de Maryland, Virginia y Washington D. C. de 2001 fue la oleada de tornados más reciente en afectar el Área metropolitana de Baltimore-Washington en los Estados Unidos.  La oleada ocurrió el 24 de septiembre de 2001, y fue el responsable de la muerte de 2 personas y 57 heridos.
El primer tornado de la oleada fue el más fuerte - un tornado F4 (véase escala Fujita) que dejó 10 millas de daños a lo largo de su recorrido por zonas rurales en los condados de Culpeper y Fauquier en Virginia. Varios tornados débiles (F1) se formaron al este de Warrenton, y justo al oeste del Aeropuerto Internacional Dulles.
Una segunda supercélula al sureste generó la familia de tornados que se movió hacia Washington. Primero un tornado (F0) fue confirmado en  Quantico y el Bosque Nacional Príncipe William; luego fue seguido por un tornado F1 tornado en un recorrido de 15 millas paralelas a la I-95 y la I-395 sobre Franconia, al occidente de Alexandria y al suroeste de Arlington.  Este tornado se disipó cerca del extremo oeste de la Explanada en Washington D. C., y fue seguida por muchos de los informes de las nubes de redireccionamiento.

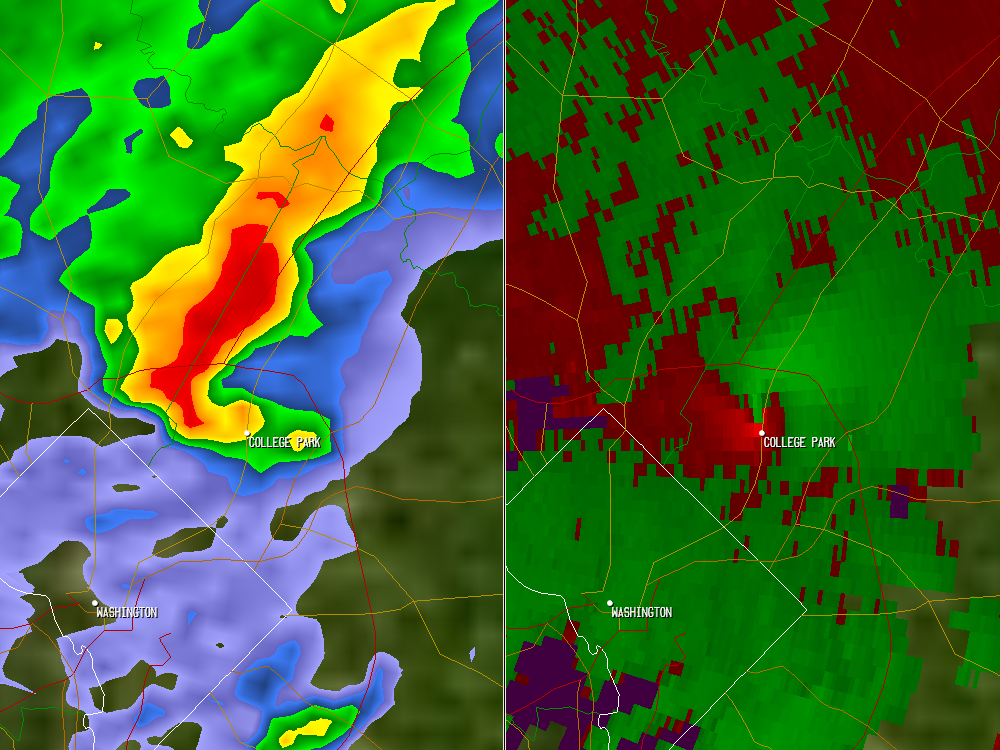
Una imagen de un radar meteorológico del tornado en College Park, cerca de disiparse a las 21:21 UTC.

La misma tormenta produjo un violento, tornado vórtice F3 en College Park, Maryland. Esta tormenta se movió a intensidad pico sobre el campus de la Universidad de Maryland, College Park, y después se movió paralelamente sobre la I-95 sobre el área de Beltsville, Maryland, donde el tornado causó extensos daos en las instalaciones del Beltsville Agricultural Research Center de la USDA. La tormenta continuó hasta Laurel, Maryland, donde se reportaron daños de un F3. Los daños de la trayectoria de esta tormenta se midió a 17,5 millas de longitud, y este tornado causó 2 muertes y 55 heridos, junto con $ 101 millones en daños a la propiedad.
Los dos muertos en College Park fueron Colleen y Erin Marlatt que murieron cuando sus autos fueron levantados por el tornado cerca del dormitirio Easton Hall y lanzados hasta un árbol en un estacionamiento.

## Tornados confirmados
| Confirmado Total | Confirmado F0 | Confirmado F1 | Confirmado F2 | Confirmado F3 | Confirmado F4 | Confirmado F5 |
| 7                | 1             | 3             | 1             | 1             | 1             | 0             |